# Monty Norman
Monty Norman (Londra, 4 aprile 1928 – Slough, 11 luglio 2022) è stato un musicista, compositore e cantante britannico.

## Biografia
I suoi genitori erano di origine lettone. Attivo a lungo prevalentemente nell'ambito cinematografico e teatrale, Norman dovette molta della sua fama al celeberrimo The James Bond Theme, che compose per il film del 1962 Agente 007 - Licenza di uccidere, il primo episodio della saga sull'agente segreto britannico e che venne successivamente riprodotto in tutti gli episodi della saga. In realtà questo brano musicale era la rivisitazione, sapientemente orchestrata da John Barry, di una precedente composizione di Norman scritta a suo tempo per un vecchio spettacolo teatrale, intitolato "Bad Sign, Good Sign". In ambito teatrale, Norman ha composto le musiche di diversi musical, tra cui Irma la dolce. Morì l'11 luglio 2022.

## Musical
- Make Me an Offer (1958)
- Expresso Bongo (1958)
- Irma La Douce (1958)
- The Art of Living (revue, 1960)
- Belle or the Ballad of Dr. Crippen (1961)
- The Perils of Scobie Prilt (1963)
- Pinkus (1967)
- Quick, Quick, Slow (1969)
- Stand and Deliver (1972)
- So Who Needs Marriage? (1975)
- Songbook (1979)
- Poppy (1982)
- Pinocchio (1988)